# Tom Søndergaard
Tom Søndergaard (Copenaghen, 2 gennaio 1944 – 16 giugno 1997) è stato un calciatore danese, di ruolo attaccante.